# Fumaria montana
Fumaria montana är en vallmoväxtart som beskrevs av Johann Anton Schmidt. Fumaria montana ingår i släktet jordrökar, och familjen vallmoväxter. Inga underarter finns listade i Catalogue of Life.